# Пинеда, Карлос (политик)
Карлос Рене Пинеда Соса (род. 29 мая 1972, Сакапа) — гватемальский политик и бизнесмен, который баллотировался на всеобщих выборах в Гватемале 2023 года. Его считали политической темной лошадкой, и он впервые выдвинул свою кандидатуру на пост президента от партии «Гражданское процветание», где опросы поставили его в фавориты. В конечном итоге он был дисквалифицирован.

## Биография и карьера
Пинеда родился в Сакапе в семье бизнесмена Карлоса Рене Пинеды Росселя и Лилиан Консуэло Соса Орельяна. Его отец вступил в гватемальскую армию в возрасте 17 лет во время гражданской войны в Гватемале и дослужился до должности в президентском генеральном штабе во время правления Карлоса Араны Осорио. После возвращения с военной службы он работал перевозчиком в United Fruit Company, а затем в Chiquita.
Пинеда провел часть своего детства в Санто-Томас-де-Кастилья, посещая там начальную школу, а затем переехал в Гватемала-Сити, чтобы продолжить образование, в конечном итоге обучаясь в Colegio San José de los Infantes. С 1989 по 1990 год он работал в ювелирном магазине в Соединённых Штатах, принадлежащем его другу.
В настоящее время Пинеда владеет предприятиями в нескольких секторах, включая сельское хозяйство (выращивание африканских пальм, бананов и других фруктов, разведение крупного рогатого скота), нефтяную промышленность (заправочные станции) и транспорт.
Во время ураганов Эта и Йота в 2020 году Пинеда предоставил принадлежащий ему самолёт для оказания помощи и эвакуации людей в департаментах Альта-Верапас и Исабаль.

## Политическая карьера
Политическая карьера Пинеды неофициально началась в 2019 году, когда его упомянули в качестве возможного кандидата на пост вице-президента для кандидатуры Марио Эстрады от Национального союза перемен на президентских выборах того года. Однако в итоге это не осуществилось, и Пинеда присоединился к Avanza, где он был избран генеральным секретарем отделения партии в департаменте Исабаль.
После выборов 2019 года и роспуска Avanza Пинеда присоединился к нескольким политическим партиям, которые находились в процессе формирования, и покинул их. В этот период он начал создавать контент в TikTok.

### Подготовка к выдвижению кандидатуры на пост президента
В 2022 году Пинеда присоединился к Cambio, другой формирующейся политической партии, которая была связана с детьми бывшего кандидата в президенты Мануэля Бальдисона (в то время всё ещё находившегося в тюрьме в Соединённых Штатах за отмывание денег). Пинеда начал расти в рядах организаций и был описан как потенциальный кандидат в президенты от них, но ушел в отставку после того, как Бальдисон вернулся в Гватемалу и начал участвовать в делах Cambio. После ухода из Cambio Пинеда вел переговоры с Гватемальской народной партией и Bienestar Nacional, прежде чем окончательно решил присоединиться к Citizen Prosperity, где 5 февраля 2023 года он был объявлен кандидатом в президенты от партии на выборах 2023 года. Его выдвижение в качестве кандидата в президенты привело к отставке генерального секретаря партии (и бывшего министра экономики) Антонио Малуфа, который ранее считался вероятным кандидатом в президенты от партии. Пинеда был официально зарегистрирован в качестве кандидата в президенты от партии 7 марта, а YouTube’r Эфраин Ороско (который ранее присоединился к Cambio вместе с ним) был объявлен кандидатом на пост вице-президента.

#### Кампания
Пинеда получил резкий рост в опросах общественного мнения в середине апреля 2023 года, заняв вторую строчку между первым и третьим местом. СМИ объяснили это его профилем аутсайдера, способностью использовать социальные сети и тесно общаться с избирателями. Стратегией Пинеды в социальных сетях руководил Кристиан Агилар, который помогал другому кандидату-аутсайдеру Джимми Моралесу в 2015 году. Моралес в итоге выиграл выборы на пост президента.

#### Дисквалификация
9 мая 2023 года партия Cambio подала ампаро в Палату по административным спорам против Citizen Prosperity, утверждая, что они допустили несколько ошибок при проведении партийных собраний, необходимых для выдвижения кандидатов. 19 мая Палата приняла ампаро, приостановив выдвижение кандидатуры Пинеды на пост президента, а также выдвижение кандидатур 218 кандидатов на пост мэра и в законодательные органы. Пинеда заявил, что обжалует это решение в Конституционном суде. 26 мая Конституционный суд отклонил апелляцию Пинеды.

## Личная жизнь
Пинеда женился на Марии Гваделупе Уртарте в июле 1996 года, у них трое детей.